# Колпашники
Колпашники — деревня в Кунгурском районе Пермского края, входящая в состав Неволинского сельского поселения.

## География
Деревня находится в южной части Кунгурского района примерно в 3 километрах от деревни Тёплая на запад-юго-запад.

## Климат
Климат умеренно-континентальный с продолжительной снежной зимой и коротким, умеренно-тёплым летом. Средняя температура июля составляет +17,8 0С, января −15,6 0С. Среднегодовая температура воздуха составляет + 1,3°С. Средняя продолжительность периода с отрицательными температурами составляет 168 дней и продолжительность безморозного периода 113 дней. Среднее годовое количество осадков составляет 539 мм.

## История
Известна с 1651 года как деревня Колпашникова. После постройки Пророко-Ильинской церкви в 1910 году некоторое время была селом (церковь не действовала с 1937 по 1990 год). До 2018 года входила в состав Тихановского сельского поселения, после упразднения которого входит в состав Неволинского сельского поселения.

## Население
Постоянное население составляло 161 человек в 2002 году (97 % русские), 157 человек в 2010 году.